# Aspidaspis longiloba
Aspidaspis longiloba är en insektsart som först beskrevs av Hall 1923. Aspidaspis longiloba ingår i släktet Aspidaspis, och familjen pansarsköldlöss.
Artens utbredningsområde ärEgypten. Inga underarter finns listade i Catalogue of Life.